# Bauhinia rufa
Bauhinia rufa é um gênero de feijão. Foi descrita pela primeira vez por August Gustav Heinrich von Bongard, e foi nomeada por Ernst Gottlieb von Steudel. Bauhinia rufa pertence ao gênero Bauhinia, e é parente das leguminosas. A IUCN classifica a espécie como de menor preocupação.
O subarbusto é nativo do Brasil, mas não é endêmico do país. Suas ocorrências confirmadas estão nas regiões Centro-Oeste, incluindo o Distrito Federal e Goiás, e no Sudeste, em Minas Gerais. Ele se distribui no domínio fitogeográfico do Cerrado, sendo típico de vegetações como campo rupestre e cerrado (lato sensu).
O gênero é dividido nos seguintes tipos:
- B. r. cordata
- B. r. dodecandra
- B. r. intermediário
- B. r. Rufa